# Tiametoxam
El tiametoxam es un insecticida sistémico  de la familia de los neonicotinoides con actividad por contacto e ingestión. Posee un amplio espectro de actividad como insecticida y un gran efecto residual. Puede ser aplicado tanto por pulverización foliar como vía radical en el agua de riego.

## Historia
Tiametoxam fue desarrollado por Syngenta pero apareció una disputa por la patente con Bayer que ya poseía patentes de otros neonicotinoides incluyendo el imidacloprid. En el 2002 la disputa cesó al Syngenta pagar a Bayer 120 millones de dólares a cambio de los derechos mundiales de tiametoxam.

## Usos
Tiametoxam es un insecticida sistémico que es absorbido rápidamente y transportado a toda la planta donde actúa como un impedimento a la alimentación de insectos sobre la planta. Es activo en el estómago de los insectos y también por contacto directo. En los insectos actúa, al igual que otros neonicotinoides, interfiriendo la transmisión nerviosa entre neuronas al unirse a receptores nicotinicos de acetilcolina.
Tiametoxam es efectivo contra Aphididae, Thysanoptera, Coleoptera, Chilopoda, Diplopoda, Symphyta, larvas come hojas e Isoptera.
Tiametoxam es una sustancia moderadamente tóxica. En uso normal no hay riesgos inaceptables en su uso. La substancia es tóxica para Apis mellifera y dañino para organismos acuáticos y edaficos. Un metabolito de thiamethoxam en el suelo es clothianidin.

## Problemas con las colonias de abejas
El tiametoxam (producido en la India y en México) al igual que otros insecticidas se le ha relacionado con el problema de colapso de colonias de abejas melíferas. Este producto puede migrar hacia el polen y el néctar de las plantas y por tanto afectar a los insectos polinizadores. 
Según la Agencia Francesa de Seguridad Sanitaria, el límite de no observación de mortalidad en las abejas es de 1,8 nanogramos/abeja durante una exposición de 10 días y dosis de 5 nanogramos/abeja dificultan su vuelta a la colmena.
La concentración de tiametoxam en el polen es variado, pero puede llegar a 4,8 nanogramos por gramo. Un estudio de 2012 simulando las condiciones reales mostró que la mortalidad de abejas por problemas para volver a la colmena aumentó un 300% si habían entrado en contacto con trazas de tiametoxam.
La agencia francesa da el visto bueno al uso de este insecticida para su aplicación en el recubrimiento de semillas de maíz pero recomienda no poner colmenas a menos de 3 km de los cultivos tratados o los cultivos siguientes que puedan tener residuos de tiametoxam. Este producto se comercializa en muchos países bajo la marca Cruiser para su uso en maíz, cuestión que criticó la Unión Nacional de Apicultura Francesa. Pero la Agencia no permite plantar una cosecha melífera al año siguiente de haber utilizado semillas tratadas con tiametoxam (girasol, colza, etc.). El Consejo de Estado francés ha cancelado su autorización en el mercado para febrero de 2013.
En Alemania, el uso de tiametoxam está restringido: su autorización en el mercado se suspendió primero y después reinstalado para ciertos cultivos.
En marzo de 2012 la prestigiosa revista científica Science publicó un trabajo en el que relacionaba la presencia de tiametoxam en la alimentación de las abejas melíferas con la dificultad para encontrar el camino de regreso a la colmena y por tanto producir su despoblamiento lo cual genera el conocido como problema de colapso de colonias.